# تقی سرلک
تقی سرلک (زاده ۱۲۹۱ – درگذشته ۱۸ آبان ۱۳۵۵) سیاست‌مدار دوران پهلوی بود. وی از ۱۳۴۰ تا ۱۳۴۱ وزارت صنایع و معادن را برعهده داشت، از ۱۳۴۴ تا ۱۳۴۶ شهردار تهران بود، در فاصله سالهای ۱۳۴۶ تا ۱۳۵۰ به‌عنوان استاندار آذربایجان شرقی فعالیت می‌کرد و از ۱۳۵۰ تا ۱۳۵۱ نیز استاندار مرکزی بود.

## تحصیلات
سرلک از دانشجویان اعزامی به اروپا بشمار بود که در کشورهای سوئد و بلژیک در رشته مهندسی مکانیک تحصیل کرده بود.

## فعالیت‌های اداری
وی پس از بازگشت به ایران به استخدام اداره راه‌آهن درآمده و تا سمت معاونت اداره کل راه‌آهن رسید. تقی سرلک در سال ۱۳۴۰ و در دوره نخست‌وزیری علی امینی، به وزارت صنایع و معادن برگزیده شد. در حکومت حسنعلی منصور، استانداری استان مرکزی به عهده او واگذار گردید و پس از شش ماه جای خود را با سید ضیاءالدین شادمان عوض کرد. او در فاصله سال‌های ۱۳۴۴ تا ۱۳۴۶ به‌عنوان شهردار تهران فعالیت نمود. سرلک از ۱۳۴۶ تا ۱۳۵۰ استاندار آذربایجان شرقی بود، سپس به استانداری گیلان منصوب گردید. وی در دوره کوتاهی نیز ریاست دانشگاه تبریز را برعهده داشت.